# Bob Long
Pour les articles homonymes, voir Long.
(en) Statistiques sur pro-football-reference
Robert Andrew Long, né le 16 juin 1941 à McKeesport et mort le 16 mars 2025, est un sportif professionnel américain de football américain ayant joue au poste de wide receiver dans la National Football League (NFL) pendant sept saisons (1964-1970).
Trois fois champion de la NFL (1965, 1966 et 1967), il remporte les deux premiers Super Bowls (I et II) avec la franchise des Packers de Green Bay.

## Enfance
Bob Long grandit du côté de Pittsburgh et fait ses études à la Washington Township High School d'Apollo,.

## Carrière

### Université
Il entre à l'université d'État de Wichita en 1959 et évolue d'abord avec l'équipe de basket-ball des Shockers, participant même au National Invitation Tournament en 1962 et 1963,. Néanmoins, Long pense qu'il ne fera pas carrière en NBA et intègre l'équipe de football américain pour sa dernière année universitaire. Le joueur égale le record de touchdown sur réception pour un membre de Wichita State avec neuf, est nommé dans l'équipe de la saison de la Missouri Valley Conference et reçoit une mention honorable All-American.

### Professionnel
Bob Long est sélectionné au quatrième tour de la draft 1964 de la NFL par les Packers de Green Bay au quarante-quatrième choix ainsi que par les Chargers de San Diego à celui de la draft de l'AFL au dixième tour. Pendant quatre saisons, il est receveur remplaçant mais est appelé comme titulaire en 1965 après plusieurs blessures au poste de receveur, récupérant 13 ballons pour 304 yards et quatre touchdowns. Long remporte les deux premiers Super Bowl avec Green Bay avant d'être échangé aux Falcons d'Atlanta avec Doug Goodwin contre un tour de draft et Leo Carroll.
Dans sa nouvelle équipe, le receveur montre de bons débuts avec notamment quatre touchdowns lors des neuf premiers matchs mais se blesse gravement dans un accident de la route sur le chemin de l'entraînement et déclare forfait pour le reste de la saison. Appelé par Vince Lombardi, son entraîneur à Green Bay nommé chez les Redskins de Washington, il dispute sa saison la plus prolifique en 1969, aux côtés de Charley Taylor, avec quarante-huit réceptions pour 533 yards et un touchdown, devenant le seul joueur de l'histoire à être entraîné par Lombardi chez les Packers et les Redskins. Après une année anecdotique chez les Rams de Los Angeles, il prend sa retraite et se tourne dans le commerce, ouvrant plusieurs franchises de la marque Pizza Hut.